# Институт ответственного государственного управления Куинси
Институт ответственного государственного управления Куинси – американский аналитический центр, основанный в 2019 году и расположенный в Вашингтоне. Назван по имени бывшего президента США Джона Куинси Адамса. Считается, что институт стоит на позициях реализма и сдержанности во внешней политике.

## История
Институт Куинси был основан Эндрю Бейсевичем, бывшим офицером американской армии. Он воевал во Вьетнаме, а затем стал профессором истории в Бостонском университете.
Первоначальное финансирование на работу института, основанного в 2019, включало по полмиллиона долларов от фондов «Открытое Общество» Джорджа Сороса и Фонда Чарльза Коха. Также было привлечено значительное финансирование от Фонда Форда, Корпорации Карнеги в Нью-Йорке, Фонда Братьев Рокфеллер, и Центра Шуманна. Институт выделяется среди аналитических центров в столице США тем, что отказывается принимать пожертвования от каких-либо иностранных правительств.
Аналитический центр назван по имени бывшего президента США Джона Куинси Адамса, который в бытность Государственным секретарем в своей речи 4 июля 1821 сказал о Соединенных Штатах: «но они не рвутся в другие страны в поиске монстров, которых нужно сокрушить». Институт описывают как «реалистский» и «продвигающий подход к миру основанный на дипломатии и сдержанности, а не угрозах, санкциях и бомбардировках».